# Societetshuset i Östhammar
Societetshuset i Östhammar, senare Källörsskolan, är ett tidigare societetshus i Östhammar, som ingick i den tidigare Östhammars Havsbadanstalt. Den ligger i en park som tidigare kallades Badhusparken, eller Engelska parken, och som hade bland annat tennisbana, krocketbana, springbrunn och musikpaviljong.

## Havsbadanläggning
Östhammars Badhusaktiebolag bildades 1882 och köpte fastigheten Lorensholm, där det legat en ångkvarn, som brann ned 1879. Bolaget började med att uppföra ett varmbadhus med fyra badrum för karbad och ett för ångbad samma år. Detta brann ned 1898 och ersattes året därpå av ett nytt varmbadhus, som var i drift till 1955 och därefter revs.
År 1885 uppfördes Societetshuset som ett envåningshus med öppen veranda. Det tillbyggdes i flera etapper. År 1907 tillkom en veranda i en tvåvånings gaveltillbyggnad mot havet med två torn.
Under 1910-talet blomstrade badortslivet med omkring 400 badgäster årligen. Till badanläggningen hörde varmbadhuset, Östhammars kallbadhus vid Källörsgrundet som nåddes via spångar, parkanläggning med en musikpaviljong vid Societetshuset och ett gymnastikhus med badläkarens mottagning, båda från sekelskiftet 1800/1900 samt en ångbåtsbrygga. Kvar idag finns Societetshuset och gymnastikhuset. Dessutom finns stenskoningen där ångbåtsbryggan låg, gångbroarna till Källörsgrundet samt parken med uppvuxna träd. På platsen för varmbadhuset uppfördes i slutet av 1950-talet en skolpaviljong.

## Skola
Från 1927 användes Societetshuset vintertid som kommunal mellanskola, ursprungligen med namnet Östhammars Högre Folkskola. År 1948 blev skolan statlig samrealskola och 1965 grundskola. Badhusrestaurangen drevs i huset parallellt med skolan fram till 1951, varefter skolan disponerade hela byggnaden fram till 2005. I slutet av 1950-talet byggdes en skolpaviljong med två ämnessalar på platsen efter det rivna varmbadhuset.

## Renovering
Byggnaden stod tom från 2005 och lämnades att förfalla. Tekniska nämnden i Östhammars kommun beslöt i september 2013 att riva huset för att kunna uppföra ett nytt stadshotell på tomten. Efter överklagande upphävdes detta beslut i förvaltningsrätt i maj 2012 med motivering att ett sådant beslut rätteligen borde ha tagits i kommunfullmäktige.
Kommunfullmäktige beslöt i september 2013 på förslag av kommunstyrelsen att ingå ett optionsavtal om tomtförsäljning med ett byggföretag och en arkitektbyrå. Länsstyrelsen i Uppsala län avslog i november 2013 en medborgarframställning om att byggnadsminnesförklara Societetshuset, badhusparken och Källörsgrundet. Länsstyrelsen ansåg visserligen att byggnaden och miljön hade stort kulturhistoriskt värde, men konstaterade att ett aktivt intresse hos fastighetsägaren Östhammars kommun saknades och ansåg det inte meningsfullt att gå emot fastighetsägarens ovilja att rusta och underhålla byggnaden. I januari 2014 kom dock Östhammars kommun och Bygdegårdsföreningen Societetshuset Källör överens om att societetshuset kunde bevaras. 
Arbetet med renovering påbörjades 2015, efter det att bygdegårdsföreningen fått ett tillsvidareavtal med kommunen om disposition av huset med tillåtelse att upprusta det i egen regi.